# トランスアジア航空
トランスアジア航空（トランスアジアこうくう、英: TransAsia Airways、繁: 復興航空）は、かつて存在していた台湾の航空会社である。台湾初の民間航空会社であり、2016年時点では業界3位の中堅航空会社であった。

## 概要

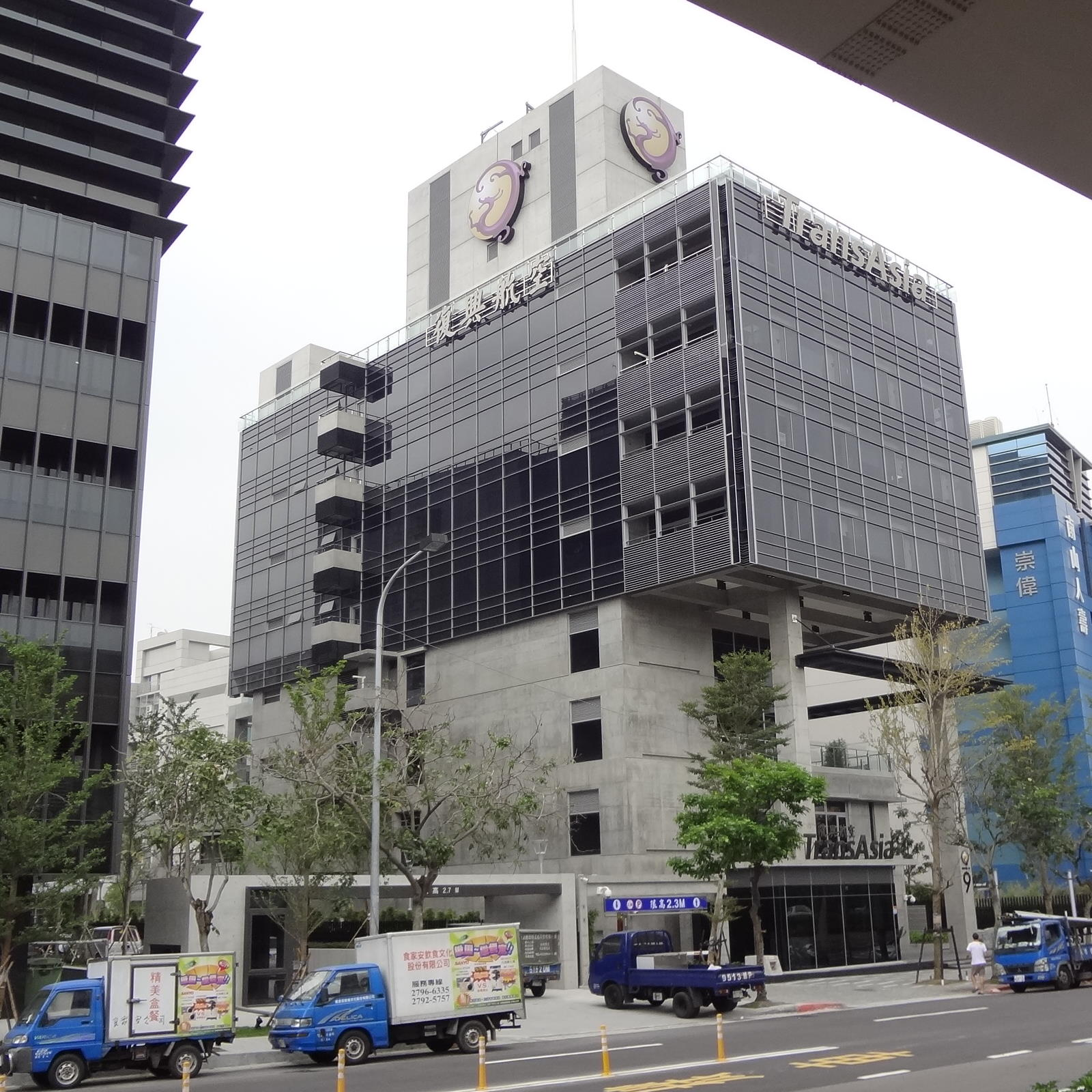
トランスアジア航空の本社

1951年5月21日、台湾初の民間航空会社として台北市に設立。
1958年、ハイジャックが原因と考えられた航空機事故が発生したことから運航を停止。このため業態を国際線の代理業務やケータリングに転換する。
1983年、台湾の国産実業グループの傘下入りしたことをきっかけとして、1988年、30年ぶりに自社便での国内線の運航を再開した。
1992年、国際チャーター便の運航を開始し、1995年にマカオ線が就航し、本格的に国際定期路線に進出した。2009年、中国大陸への定期便運航を開始した。
2011年11月10日、日台間のオープンスカイが合意されたのを受け、2012年3月25日からの夏ダイヤより台北/桃園から大阪/関西、沖縄/那覇、函館、札幌/新千歳、旭川、釧路への就航を申請した。。
2012年6月28日、当社初の日本路線となる、台北/桃園 - 大阪/関西線が1日1便で就航した。
2012年11月26日、同社初となるエアバスA330-300型機を、フランス・トゥールーズで受領。2日間かけて台北松山空港へフェリーフライトされたのち、同年12月25日に台北/桃園 - 札幌/新千歳線に投入。
2013年9月26日、台北/桃園 - 東京/成田線が1日1便で就航した。
2013年10月中旬、航空燃油価格の高騰と格安航空会社の出現などの影響により、シンガポール線を運航停止。
2013年11月、格安航空会社「全民航空」を設立。2014年1月23日、「全民航空」の名称について、公募で「V エア」（台湾名・威航）に決定したと発表。
2014年7月23日、高雄国際空港発、澎湖島馬公空港行きのGE222便が、台風10号による天候不良の影響の上にパイロットの過労によるヒューマンエラーが重なり、馬公空港で滑走路を目視出来ないまま高度を下げすぎ、澎湖県湖西郷西溪村に墜落した（トランスアジア航空222便着陸失敗事故）。
2015年2月4日、GE235便（台北松山→金門、ATR-72型機）が離陸直後にエンジンに異常が発生。異常発生時の緊急手順を怠り必要な是正措置を実施しなかったこと、パイロットの対応ミスにより基隆河に墜落、43名が死亡、17名が負傷した（トランスアジア航空235便墜落事故）。
2016年8月9日、V Airの10月1日をもっての全面運航停止と同社との合併を発表。同年9月30日までは一部早期運航停止路線を除き運航予定。同時にV Airから台北 - 福岡、チェンマイ線は8月末までに新たな運航を申請し、引き継ぎ就航予定。同年8月27日に、上記統合案を撤回。V Airを存続させたうえで、10月1日から1年間の休業に変更した。
2016年11月21日、22日のトランスアジア航空便全ての運航を停止すると発表した。
2016年11月22日午前に開いた取締役会で、運航の終了と会社の解散を決議した。発券済みの航空券に対しては、払い戻しや他社便への振り替えを実施した。また、林明昇董事長らに対し、インサイダー取引があったとして調査を進めている。
金門 - 澎湖線を除く運航停止路線については、行政院の決定で12月1日から2017年の春節まで、中華航空（チャイナエアライン）（国内線は、子会社のマンダリン航空）が運航を引き継ぐこととなった。

## 定期便

### 国内線
- 台湾
  - 台北/松山 - 花蓮、馬公、金門
  - 花蓮 - 台北/松山、台中
  - 高雄 - 馬公、金門
  - 馬公 - 台北/松山、高雄
  - 金門 - 台北/松山、高雄、馬公

### 国際・両岸線
- 中国
  - 上海/虹橋、上海/浦東、徐州、長沙、武漢、天津、合肥、重慶、杭州、福州、廈門、南寧、張家界、無錫
- 日本
  - 東京/成田、大阪/関西、札幌/新千歳、函館、旭川、仙台、釧路
- 韓国
  - 済州
- タイ
  - チェンマイ
- カンボジア
  - シェムリアップ

2016年11月21日現在

## 保有機材
- エアバスA320型機：6機
- エアバスA321型機：5機
- ATR 72型機：8機

2016年11月21日現在

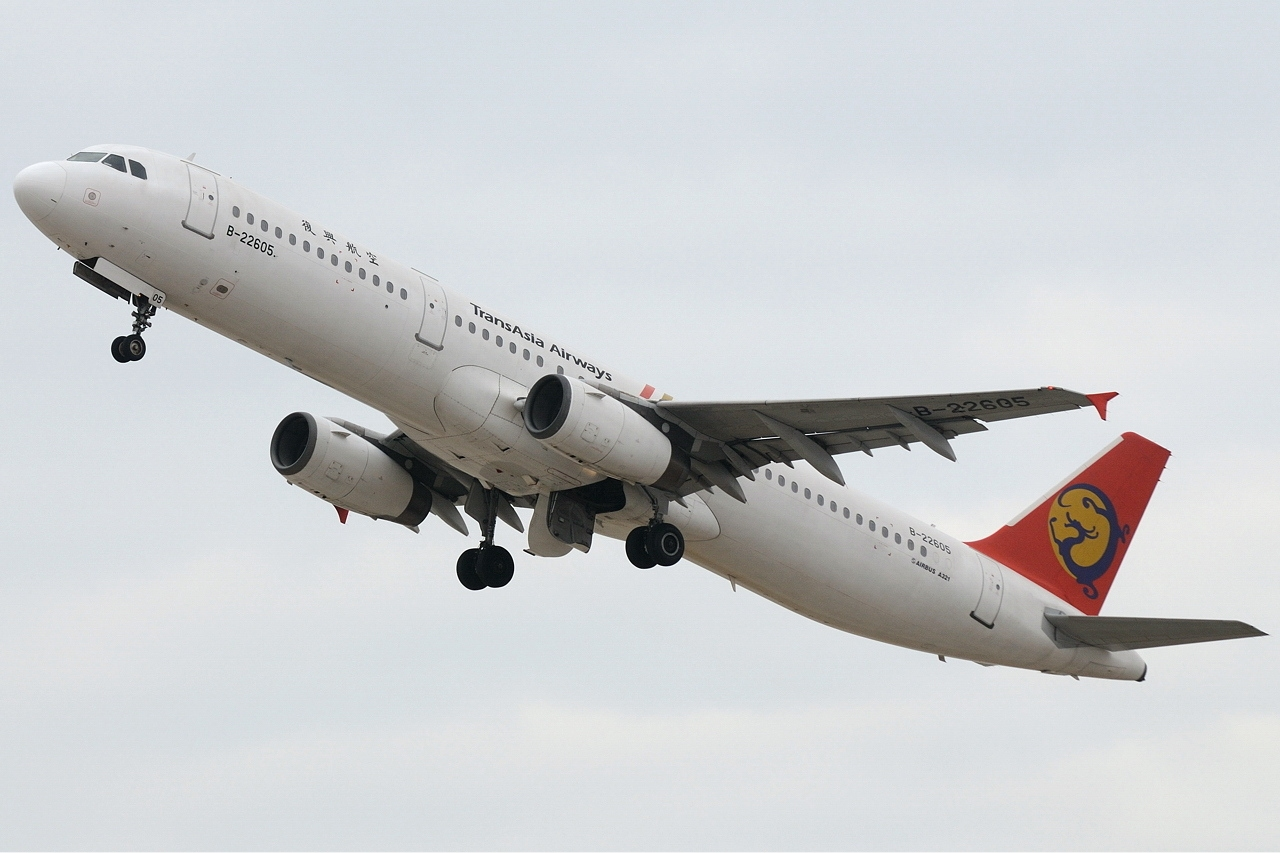
エアバスA321型機
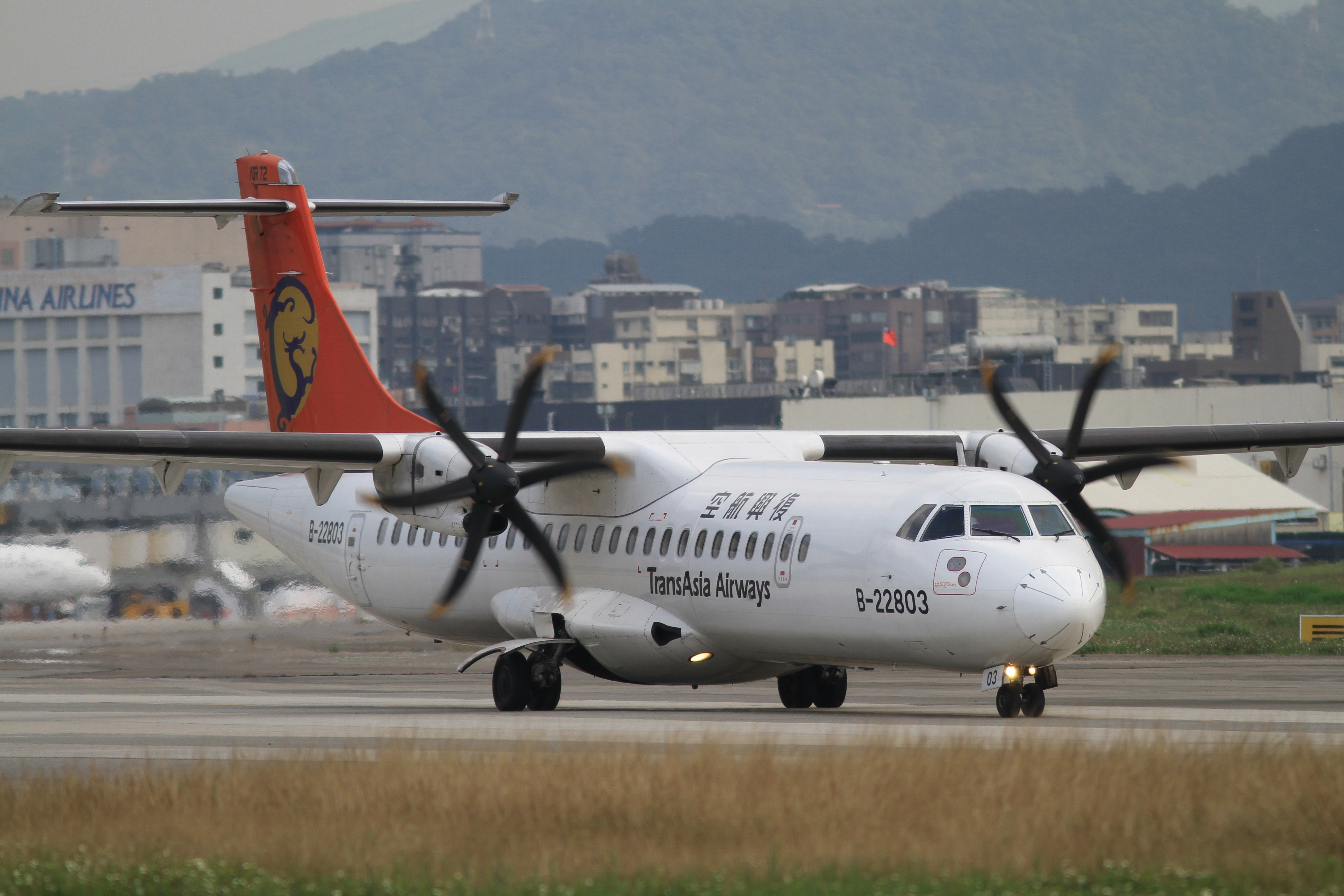
ATR72型機

## マイレージサービス
- Legend Flight Club（TNAレジェンドクラブ、中国語: 復興會員俱樂部）
  - エコノミークラスでは飛行距離に応じてマイルが積算され、ビジネスクラスでは合わせてプラス50%のボーナスマイルが加算された[20]。
  - 無料特典航空券への交換には、国内線の往復チケットが10,000マイル、国際線では35,000マイルが必要だった[21]。台湾〜日本間の往復チケットと交換するために、単純計算で台北/桃園 - 東京/成田間（1,330マイル）を14往復しなければならなかった。また2,000マイルで、台北/桃園または高雄のいずれかの空港のラウンジ利用券と交換することも可能だった。

## 事故
藍天鵝墜落事件
1958年10月1日、PBY-5A水陸両用飛行機藍天鵝が5時45分に7名の乗客を乗せ馬祖島を出発し、6時10分に台北へ向け、「高度1フィート距離台北の80浬」と交信をした後失踪。アメリカの軍事顧問4名が同乗していたことにより、アメリカ第7艦隊と台湾当局による72時間に渡る捜索でも墜落の痕跡を発見できず、10月1日が中華人民共和国の建国記念日であったこと、また連江県長の王緒や馬防部副参謀長鈕英らを乗せていたことより、王によりハイジャックされ中国本土へ亡命したと考えられ、運航業務を停止し業態転換を図った。2012年、馬祖島の漁師の網にプロペラが掛かり解析した結果、2014年に米国ハミルトン・スタンダード社製のPBY-5Aに使用されたのものと判明し、藍天鵝のものと確定。これにより、55年余りを経て墜落していたことが明らかとなった。2015年1月現在も墜落理由は判明しておらず、陰謀論も出ている。引き上げられたプロペラは高雄空軍基地で陳列展示されている。
トランスアジア航空791便墜落事故
2002年12月21日、GE791便（台北桃園→マカオ、ATR-72、貨物機、乗員2名）が澎湖諸島付近で墜落した。
トランスアジア航空536便オーバーラン事故
2004年11月18日、GE536便(台南→台北松山、A320型機(B-22310)、乗客・乗員106名)が松山空港着陸時に、エンジンを正常に逆噴射状態にしなかったためオーバーランし、前脚を空港の側溝にはまり停止した。
幸い溝にはまったため乗客乗員に怪我人・死者出ず、機体も修復された。
トランスアジア航空222便着陸失敗事故
2014年7月23日午後7時ころ、GE222便（高雄→馬公、ATR-72型機、乗員・乗客58名）が澎湖県にて着陸に失敗する事故が発生し、48人が死亡、10人が負傷した。
トランスアジア航空235便墜落事故
2015年2月4日、GE235便（台北松山→金門、ATR-72型機）が離陸直後に基隆河に墜落、43人が死亡、17人が負傷した。